# Ravenstein (schip)
De Ravenstijn (of Ravesteyn) was een schip van de Vereenigde Oostindische Compagnie uit de 18e eeuw dat werd gebouwd in opdracht van de Kamer van Zeeland. Het schip is genoemd naar de buitenplaats Ravenstein, gelegen tussen Middelburg en Aagtekerke.
Op 8 maart 1719 werd tijdens de voorjaarsvergadering van de Heren XVII besloten om zeven schepen te bouwen. Op diezelfde vergadering kregen de schepen ook hun naam: de Bleijenburg, Midloo, Ravenstein, Nieuwvliet, Goudriaan, Valkenbos en de Magdalena. 
Het schip werd in 1719 gebouwd op de VOC-werf in Middelburg en was 145 voet lang en had een draagvermogen van 800 ton.

## Reisgegevens
Op 15 februari 1721 maakte het schip zijn eerste reis onder schipper Reinier Hijpe, van Rammekens via Kaap de Goede Hoop naar Batavia waar het op 2 september 1721 arriveerde.
Bij haar tweede reis op weg naar Ceylon  geraakte het schip uit koers en liep het in de nacht van 8 op 9 mei 1726 vast op het noordelijk koraalrif van de Ari-atol in de Maldiven en verging. Bij de ramp konden nog 8 kisten zilver en 1 kist goud geborgen worden.

## 1997
Op 9 februari 1997 werd door de Nederlandse (maritiem) historicus Ruud Paesie op twee tot vijf meter diepte het wrak van de Ravenstein gevonden waarbij een vier meter lang stokanker, een kanon, Nederlands glas- en aardewerk gedateerd einde 17e eeuw of begin 18e eeuw en Goudse pijpen (gemaakt door Jan of Leendert van der Jagt in 1710) geborgen werden.
Aagtekerke · Akerendam · Amsterdam · Arnhem · Batavia · Bleijenburg · Concordia · De Dry Heuvels · De Dry Papegaijtiens · Dromedaris · Duyfken · Eendracht · Eendraght · Fortuyn · Geldermalsen · Gouden Buys · Goudriaan · 't Gulden Zeepaert · Halve Maen · Hof van Zeelandt · Hollandia · Landskroon · Leeuwin · Magdalena · Mauritius · Meermin · Midloo · Negotie · Nieuw Hoorn · Nieuwvliet · Nijenburg · Oude Zijpe (1711) · Oude Zijpe (1740) · Prins Willem · Rarop · Ravenstein · Ridderschap van Holland · Saerdam · Schiedam · Valkenbos · Vergulde Draeck · 't Vliegend Hert · Voetboog · Wapen van Amsterdam · 't Wapen van Hoorn · Westerbeek · Wimmenum · Zuytdorp · Zeewijk